# Đội tuyển bóng đá U-16 nữ quốc gia Việt Nam
Đội tuyển bóng đá U-16 nữ quốc gia Việt Nam là đội tuyển bóng đá nữ cho độ tuổi 16 hoặc nhỏ hơn của Việt Nam do Liên đoàn bóng đá Việt Nam quản lý.

## Thành viên
Danh sách tham dự U-16 châu Á 2019.

### Ban kỹ thuật
| Vị trí                  | Họ tên               | Đơn vị             |
| ----------------------- | -------------------- | ------------------ |
| Trưởng đoàn             | Đỗ Huyền Nga         | VFF                |
| Huấn luyện viên trưởng  | Ijiri Akira          | VFF                |
| Trợ lý huấn luyện viên  | Lưu Ngọc Mai         | TP.HCM             |
| Trợ lý huấn luyện viên  | Nguyễn Quốc Bình     | VFF                |
| Trợ lý huấn luyện viên  | Nguyễn Thị Ngọc Anh  | Hà Nội             |
| Huấn luyện viên thủ môn | Nguyễn Thị Thanh Hảo | VFF                |
| Bác sĩ                  | Phạm Văn Minh        | VFF                |
| Bác sĩ                  | Đoàn Thị Lan Anh     | Bệnh viện Thể thao |
| Cán bộ truyền thông     | Nguyễn Thu Hà        | VFF                |
| Phiên dịch              | Nguyễn Đức Quân      | VFF                |

## Lịch đấu
U-16 châu Á
| 16 tháng 9 năm 2019 Bảng B | CHDCND Triều Tiên | 10–0     | Việt Nam | Chonburi, Thái Lan                                                                  |  |
| 16:00 UTC+7                | - Kim Chung-mi 8' - Sin Pom-hyang 44' (ph.đ.), 90+2' - Myong Yu-jong 51', 85' - Kim Hye-yong 55' - Hong Song-ok 57' - Ham Ju-hyang 67' - Kim Kye-jong 71', 78' | Chi tiết |          | Sân vận động: IPE Chonburi Lượng khán giả: 105 Trọng tài: Thein Thein Aye (Myanmar) |  |

| 19 tháng 9 năm 2019 Bảng B | Việt Nam | 0–3      | Hàn Quốc                                                          | Chonburi, Thái Lan                                                             |  |
| 19:00 UTC+7                |          | Chi tiết | - Hwang Ah-yun 17' - Jang Jin-yeong 20' - Vũ Thị Hoa 90+1' (l.n.) | Sân vận động: Chonburi Lượng khán giả: 100 Trọng tài: Asmita Manandhar (Nepal) |  |

| 22 tháng 9 năm 2019 Bảng B | Trung Quốc       | 1–0      | Việt Nam | Chonburi, Thái Lan                                                                 |  |
| 16:00 UTC+7                | - Shao Ziqin 81' | Chi tiết |          | Sân vận động: IPE Chonburi Lượng khán giả: 83 Trọng tài: Thein Thein Aye (Myanmar) |  |

## Giải đấu

### Giải vô địch bóng đá nữ U-17 thế giới
| Giải vô địch bóng đá nữ U-17 thế giới | Giải vô địch bóng đá nữ U-17 thế giới | Giải vô địch bóng đá nữ U-17 thế giới | Giải vô địch bóng đá nữ U-17 thế giới | Giải vô địch bóng đá nữ U-17 thế giới | Giải vô địch bóng đá nữ U-17 thế giới | Giải vô địch bóng đá nữ U-17 thế giới | Giải vô địch bóng đá nữ U-17 thế giới | Giải vô địch bóng đá nữ U-17 thế giới | Giải vô địch bóng đá nữ U-17 thế giới |
| Năm                                   | Kết quả                               | St                                    | T                                     | H                                     | B                                     | Bt                                    | Bb                                    | Hs                                    | Huấn luyện viên                       |
| ------------------------------------- | ------------------------------------- | ------------------------------------- | ------------------------------------- | ------------------------------------- | ------------------------------------- | ------------------------------------- | ------------------------------------- | ------------------------------------- | ------------------------------------- |
| 2010                                  | Không tham dự                         | Không tham dự                         | Không tham dự                         | Không tham dự                         | Không tham dự                         | Không tham dự                         | Không tham dự                         | Không tham dự                         |                                       |
| 2012                                  | Không vượt qua vòng loại              | Không vượt qua vòng loại              | Không vượt qua vòng loại              | Không vượt qua vòng loại              | Không vượt qua vòng loại              | Không vượt qua vòng loại              | Không vượt qua vòng loại              | Không vượt qua vòng loại              |                                       |
| 2014                                  | Không tham dự                         | Không tham dự                         | Không tham dự                         | Không tham dự                         | Không tham dự                         | Không tham dự                         | Không tham dự                         | Không tham dự                         |                                       |
| 2016                                  | Không vượt qua vòng loại              | Không vượt qua vòng loại              | Không vượt qua vòng loại              | Không vượt qua vòng loại              | Không vượt qua vòng loại              | Không vượt qua vòng loại              | Không vượt qua vòng loại              | Không vượt qua vòng loại              |                                       |
| 2018                                  | Không vượt qua vòng loại              | Không vượt qua vòng loại              | Không vượt qua vòng loại              | Không vượt qua vòng loại              | Không vượt qua vòng loại              | Không vượt qua vòng loại              | Không vượt qua vòng loại              | Không vượt qua vòng loại              |                                       |
| 2022                                  | Không vượt qua vòng loại              | Không vượt qua vòng loại              | Không vượt qua vòng loại              | Không vượt qua vòng loại              | Không vượt qua vòng loại              | Không vượt qua vòng loại              | Không vượt qua vòng loại              | Không vượt qua vòng loại              |                                       |
| 2024                                  | Không vượt qua vòng loại              | Không vượt qua vòng loại              | Không vượt qua vòng loại              | Không vượt qua vòng loại              | Không vượt qua vòng loại              | Không vượt qua vòng loại              | Không vượt qua vòng loại              | Không vượt qua vòng loại              |                                       |
| Tổng cộng                             | 0                                     | 0                                     | 0                                     | 0                                     | 0                                     | 0                                     | 0                                     | 0                                     |                                       |

### Giải vô địch bóng đá nữ U-17 châu Á
Ở vòng loại giải vô địch nữ U-16 châu Á 2011, đội cán đích nhất bảng A vòng 1 khi toàn thắng không thủng lưới nhưng chỉ đứng thứ 4 vòng 2 và không thể dự vòng chung kết. U-16 nữ Việt Nam không dự hoặc không vượt qua vòng loại châu Á 3 kỳ sau đó cho đến khi đánh dấu mốc lịch sử lần đầu có vé dự U-16 nữ châu Á sau trận hòa U-16 nữ Iran ở vòng loại 2 kỳ 2019.
Đội ra mắt ở vòng chung kết tháng 9 năm 2019 bằng trận thua Bắc Triều Tiên 0–10, trắng tay rời giải khi chịu khuất phục trước hai đối thủ còn lại cũng đến từ Đông Á là Hàn Quốc và Trung Quốc mà không ghi được bàn thắng. Từ năm 2024 giải đấu sẽ tăng độ tuổi lên U17
| 2009      | Không tham dự            | Không tham dự            | Không tham dự            | Không tham dự            | Không tham dự            | Không tham dự            | Không tham dự            | Không tham dự | Không tham dự | Không tham dự | Không tham dự | Không tham dự | Không tham dự | —                  |
| 2011      | Không vượt qua vòng loại | Không vượt qua vòng loại | Không vượt qua vòng loại | Không vượt qua vòng loại | Không vượt qua vòng loại | Không vượt qua vòng loại | Không vượt qua vòng loại | 8             | 5             | 1             | 2             | 41            | 11            | Nguyễn Duy Hùng    |
| 2013      | Không tham dự            | Không tham dự            | Không tham dự            | Không tham dự            | Không tham dự            | Không tham dự            | Không tham dự            | Không tham dự | Không tham dự | Không tham dự | Không tham dự | Không tham dự | Không tham dự | —                  |
| 2015      | Không vượt qua vòng loại | Không vượt qua vòng loại | Không vượt qua vòng loại | Không vượt qua vòng loại | Không vượt qua vòng loại | Không vượt qua vòng loại | Không vượt qua vòng loại | 3             | 1             | 0             | 2             | 7             | 9             | Lưu Ngọc Mai       |
| 2017      | Không vượt qua vòng loại | Không vượt qua vòng loại | Không vượt qua vòng loại | Không vượt qua vòng loại | Không vượt qua vòng loại | Không vượt qua vòng loại | Không vượt qua vòng loại | 5             | 4             | 0             | 1             | 19            | 7             | Nguyễn Thị Mai Lan |
| 2019      | Vòng bảng                | 3                        | 0                        | 0                        | 3                        | 0                        | 14                       | 7             | 4             | 1             | 2             | 26            | 3             | Nguyễn Thị Mai Lan |
| 2024      | Không vượt qua vòng loại | Không vượt qua vòng loại | Không vượt qua vòng loại | Không vượt qua vòng loại | Không vượt qua vòng loại | Không vượt qua vòng loại | Không vượt qua vòng loại | 5             | 3             | 0             | 2             | 12            | 3             | Ijiri Akira        |
| 2026      | Chưa xác định            | Chưa xác định            | Chưa xác định            | Chưa xác định            | Chưa xác định            | Chưa xác định            | Chưa xác định            | .             | .             | .             | .             | .             | .             | Okiyama Masahiko   |
| Tổng cộng | Vòng bảng                | 3                        | 0                        | 0                        | 3                        | 0                        | 14                       | 28            | 17            | 2             | 9             | 105           | 33            |                    |

| Lịch sử Cúp bóng đá U-17 nữ châu Á | Lịch sử Cúp bóng đá U-17 nữ châu Á | Lịch sử Cúp bóng đá U-17 nữ châu Á | Lịch sử Cúp bóng đá U-17 nữ châu Á | Lịch sử Cúp bóng đá U-17 nữ châu Á | Lịch sử Cúp bóng đá U-17 nữ châu Á |
| Năm                                | Vòng                               | Đối đầu                            | Tỉ số                              | Kết quả                            | Địa điểm                           |
| ---------------------------------- | ---------------------------------- | ---------------------------------- | ---------------------------------- | ---------------------------------- | ---------------------------------- |
| 2019                               | Vòng bảng                          | CHDCND Triều Tiên                  | 0–10                               | Thua                               | Chonburi, Thái Lan                 |
| 2019                               | Vòng bảng                          | Hàn Quốc                           | 0–3                                | Thua                               | Chonburi, Thái Lan                 |
| 2019                               | Vòng bảng                          | Trung Quốc                         | 0–1                                | Thua                               | Chonburi, Thái Lan                 |

### Giải vô địch bóng đá nữ U-16 Đông Nam Á
AFF tổ chức giải U16 nữ Đông Nam Á đầu tiên năm 2009 cũng là năm đại diện U-16 nữ của Việt Nam được thành lập. Đội giành vị trí thứ ba giải năm đó sau khi thắng chủ nhà Myanmar trận tranh hạng ba ngày 18 tháng 10.
| Vòng chung kết | Vòng chung kết | Vòng chung kết | Vòng chung kết | Vòng chung kết | Vòng chung kết | Vòng chung kết | Vòng chung kết |                     | Huấn luyện viên |
| Năm            | Kết quả        | St             | T              | H              | B              | Bt             | Bb             |                     | Huấn luyện viên |
| -------------- | -------------- | -------------- | -------------- | -------------- | -------------- | -------------- | -------------- | ------------------- | --------------- |
| 2009           | Hạng ba        | 5              | 3              | 0              | 2              | 19             | 8              | Trần Ngọc Thái Tuấn |                 |
| 2017           | Vòng bảng      | 4              | 2              | 0              | 2              | 5              | 4              | Nguyễn Thị Mai Lan  |                 |
| 2018           | Hạng ba        | 6              | 3              | 3              | 0              | 8              | 0              | Nguyễn Thị Mai Lan  |                 |
| 2019           | Hạng ba        | 5              | 4              | 0              | 1              | 21             | 2              | Nguyễn Thị Mai Lan  |                 |
| 2025           | Chưa xác định  | Chưa xác định  | Chưa xác định  | Chưa xác định  | Chưa xác định  | Chưa xác định  | Chưa xác định  | Okiyama Masahiko    |                 |
| Tổng cộng      | Hạng ba        | 20             | 12             | 3              | 5              | 53             | 14             |                     |                 |